# Ceratinia peruensis
Ceratinia peruensis är en fjärilsart som beskrevs av Richard Haensch 1905. Ceratinia peruensis ingår i släktet Ceratinia och familjen praktfjärilar. Inga underarter finns listade i Catalogue of Life.